# Аманда Грем
Аманда Грем (англ. Amanda Grahame; нар. 25 березня 1979) — колишня австралійська тенісистка.
Найвищу одиночну позицію світового рейтингу — 159 місце досягла 18 листопада 2002, парну — 133 місце — 3 травня 1999 року.

## Фінали ITF
| Легенда         |
| --------------- |
| турніри $75,000 |
| турніри $25,000 |
| турніри $10,000 |

### Одиночний розряд (3–6)
| Результат | Ранг | Дата              | Місце                         | Покриття | Суперниця                 | Рахунок       |
| --------- | ---- | ----------------- | ----------------------------- | -------- | ------------------------- | ------------- |
| Поразка   | 1.   | 28 вересня 1997   | Токіо, Японія                 | Тверде   | Такемура Рьоко            | 3–6, 7–5, 4–6 |
| Перемога  | 1.   | 8 березня 1998    | Воррнамбул, Австралія         | Трава    | Мелісса Бідмен            | 4–6, 6–2, 6–1 |
| Перемога  | 2.   | 22 березня 1998   | Канберра, Австралія           | Трава    | Ева Крейчова              | 6–3, 6–4      |
| Перемога  | 3.   | 29 березня 1998   | Бендіго, Австралія            | Трава    | Ева Крейчова              | 6–3, 6–2      |
| Поразка   | 2.   | 19 квітня 1998    | Беналла, Австралія            | Ґрунт    | Міра Лорелей Раду         | 7–5, 6–7, 6–7 |
| Поразка   | 3.   | 28 червня 1998    | Спрингфілд (Міссурі), США     | Тверде   | Елісон Коен               | 2–6, 3–6      |
| Поразка   | 4.   | 29 листопада 1998 | Нуріоотпа, Австралія          | Тверде   | Карін Міллер              | 2–6, 2–6      |
| Поразка   | 5.   | 19 травня 2002    | Бромма (район), Швеція        | Тверде   | Кончіта Мартінес Гранадос | 7–6, 3–6, 2–6 |
| Поразка   | 6.   | 14 жовтня 2002    | Маккай (Квінсленд), Австралія | Тверде   | Шанелль Схеперс           | 6–7, 5–7      |

### Парний розряд (3–10)
| Результат | Ранг | Дата              | Турнір                     | Покриття  | Партнерка       | Суперниці                       | Рахунок            |
| --------- | ---- | ----------------- | -------------------------- | --------- | --------------- | ------------------------------- | ------------------ |
| Поразка   | 1.   | 24 березня 1997   | Воррнамбул, Австралія      | Трава     | Еві Домінікович | Лорна Вудрофф Джоан Ворд        | 6–4, 4–6, 2–6      |
| Поразка   | 2.   | 5 жовтня 1997     | Кіото, Японія              | Килим (i) | Хісамацу Сіхо   | Саорі Хонда Айко Мацуда         | 6–2, 1–6, 3–6      |
| Поразка   | 3.   | 28 червня 1998    | Спрингфілд (Міссурі), США  | Тверде    | Бріанн Стюарт   | Аманда Огастус Джулі Ту         | 0–6, 0–6           |
| Перемога  | 1.   | 3 серпня 1998     | Лексінгтон (Кентуккі), США | Тверде    | Бріанн Стюарт   | Нірупама Санджив Ї Цзін-Цянь    | 6–4, 1–6, 6–3      |
| Поразка   | 4.   | 22 листопада 1998 | Порт-Пірі, Австралія       | Тверде    | Бріанн Стюарт   | Кетрін Берклей Труді Мусгрейв   | 7–5, 5–7, 2–6      |
| Перемога  | 2.   | 12 квітня 1999    | Кань-сюр-Мер, Франція      | Тверде    | Карен Кросс     | Луїс Флемінг Катрін Танв'є      | 6–4, 3–6, 7–6(8–6) |
| Перемога  | 3.   | 28 лютого 2000    | Бендіго, Австралія         | Тверде    | Еві Домінікович | Труді Мусгрейв Бріанн Стюарт    | 6–4, 6–1           |
| Поразка   | 5.   | 23 квітня 2000    | Фресно, США                | Тверде    | Еві Домінікович | Рейчел Макквіллан Ліза Макші    | 4–6, 4–6           |
| Поразка   | 6.   | 30 квітня 2000    | Сарасота, США              | Тверде    | Еві Домінікович | Сандра Качіч Меган Шонессі      | 4–6, 2–6           |
| Поразка   | 7.   | 3 грудня 2000     | Маунт-Гамбір, Австралія    | Тверде    | Еві Домінікович | Нанні де Вільєрс Аннабел Еллвуд | 2–6, 2–6           |
| Поразка   | 8.   | 10 грудня 2000    | Порт-Пірі, Австралія       | Тверде    | Еві Домінікович | Нанні де Вільєрс Аннабел Еллвуд | 6–3, 2–6, 4–6      |
| Поразка   | 9.   | 3 липня 2001      | Штутгарт, Німеччина        | Ґрунт     | Грета Арн       | Дая Беданова Ева Мартінцова     | 6–0, 3–6, 3–6      |
| Поразка   | 10.  | 2 грудня 2001     | Маунт-Гамбір, Австралія    | Тверде    | Сінді Вотсон    | Еві Домінікович Саманта Стосур  | 4–6, 4–6           |